# SUPER CHOCOLATE
SUPER CHOCOLATE（スーパー・チョコレート）は、日本の音楽ユニット。
1996年8月、wea japanから1stシングル「ルーレット」でデビュー。同レーベルからシングル2枚とアルバム1枚をリリース。その後、東芝EMIに移籍。

## メンバー
- 飯田陽平（1975年1月20日 - ） - ボーカル・ギター

千葉県出身。
- 堤寛之（1972年8月15日 - ） - ギター

東京都出身。

## タイアップ一覧
| 使用年 | 曲名       | タイアップ                                                   |
| ------ | ---------- | ------------------------------------------------------------ |
| 1996年 | ルーレット | 読売テレビ・日本テレビ系『ダウンタウンDX』エンディングテーマ |
| 1998年 | スピード   | ミズノ「スーパースター」CMソング                             |
| 1998年 | スピード   | テレビ東京『キューティー7』テーマソング                      |
| 1998年 | 揺れ動く心 | フジテレビ『テクノマエストロ』挿入歌                         |